# NGC 1581
NGC 1581 é uma galáxia elíptica (E-S0) localizada na direcção da constelação de Dorado. Possui uma declinação de -54° 56' 32" e uma ascensão recta de 4 horas, 24 minutos e 44,9 segundos.
A galáxia NGC 1581 foi descoberta em 5 de Dezembro de 1834 por John Herschel.